# Lutas nos Jogos Olímpicos de Verão de 2024 - Greco-romana até 77 kg masculino
A categoria greco-romana até 77 kg masculino das lutas nos Jogos Olímpicos de Verão de 2024 foi realizada no Grand Palais Éphémère em Paris, França, em 6 e 7 de agosto de 2024. Um total de 16 lutadores, cada um representando um Comitê Olímpico Nacional (CON), participaram do evento.

## Qualificação
Dezesseis vagas de cota estavam disponíveis, com cada CON restrito a no máximo uma vaga. Foram atribuídas cinco vagas no Campeonato Mundial de Luta de 2023, entre 16 e 24 de setembro em Belgrado, na Sérvia. Os finalistas de cada categoria nos quatro torneios de qualificação continentais (Ásia, Europa, Américas e o combinado África e Oceania) também receberam vagas de cota. O restante das vagas foi alocado no Torneio de Qualificação Olímpica de 2024, oferecendo um mínimo de três cotas.

## Calendário
Horário local (UTC+2)
| Data                | Horário | Fase                |
| ------------------- | ------- | ------------------- |
| 6 de agosto de 2024 | 11:00   | Fases eliminatórias |
| 6 de agosto de 2024 | 18:15   | Semifinais          |
| 7 de agosto de 2024 | 11:00   | Repescagem          |
| 7 de agosto de 2024 | 18:15   | Finais              |

## Medalhistas
| Ouro   | JPN Nao Kusaka                          |
| Prata  | KAZ Demeu Zhadrayev                     |
| Bronze | ARM Malkhas Amoyan KGZ Akzhol Makhmudov |

## Resultados
A competição foi realizada em dois dias até a definição dos medalhistas:
Legenda
- F — Vitória por queda.

### Chave principal
|  | Oitavas de final        | Oitavas de final        | Oitavas de final |  |  | Quartas de final      | Quartas de final      | Quartas de final     |   |                     | Semifinais          | Semifinais     | Semifinais |  |  | Final | Final | Final |
|  |                         |                         |                  |  |  |                       |                       |                      |   |                     |                     |                |            |  |  |       |       |       |
|  | JPN Nao Kusaka          | JPN Nao Kusaka          | 9                |  |  |                       |                       |                      |   |                     |                     |                |            |  |  |       |       |       |
|  | ALG Abdelkrim Ouakali   | ALG Abdelkrim Ouakali   | 0                |  |  | JPN Nao Kusaka        | JPN Nao Kusaka        | 12                   |   |                     |                     |                |            |  |  |       |       |       |
|  | EGY Mahmoud Abdelrahman | EGY Mahmoud Abdelrahman | 0                |  |  | UZB Aram Vardanyan    | UZB Aram Vardanyan    | 2                    |   |                     |                     |                |            |  |  |       |       |       |
|  | UZB Aram Vardanyan      | UZB Aram Vardanyan      | 9                |  |  |                       |                       |                      |   | JPN Nao Kusaka      | JPN Nao Kusaka      | 3              |            |  |  |       |       |       |
|  | CUB Yosvanys Peña       | CUB Yosvanys Peña       | 1                |  |  |                       | ARM Malkhas Amoyan    | ARM Malkhas Amoyan   | 1 |                     |                     |                |            |  |  |       |       |       |
|  | IRI Amin Kavianinejad   | IRI Amin Kavianinejad   | 1                |  |  | IRI Amin Kavianinejad | IRI Amin Kavianinejad | 0                    |   |                     |                     |                |            |  |  |       |       |       |
|  | FIN Jonni Sarkkinen     | FIN Jonni Sarkkinen     | 0                |  |  | ARM Malkhas Amoyan    | ARM Malkhas Amoyan    | 3                    |   |                     |                     |                |            |  |  |       |       |       |
|  | ARM Malkhas Amoyan      | ARM Malkhas Amoyan      | 8                |  |  |                       |                       |                      |   |                     | JPN Nao Kusaka      | JPN Nao Kusaka | 5          |  |  |       |       |       |
|  | KGZ Akzhol Makhmudov    | KGZ Akzhol Makhmudov    | 4                |  |  |                       | KAZ Demeu Zhadrayev   | KAZ Demeu Zhadrayev  | 2 |                     |                     |                |            |  |  |       |       |       |
|  | USA Kamal Bey           | USA Kamal Bey           | 1                |  |  | KGZ Akzhol Makhmudov  | KGZ Akzhol Makhmudov  | 1                    |   |                     |                     |                |            |  |  |       |       |       |
|  | COL Jair Cuero          | COL Jair Cuero          | 0                |  |  | KAZ Demeu Zhadrayev   | KAZ Demeu Zhadrayev   | 3                    |   |                     |                     |                |            |  |  |       |       |       |
|  | KAZ Demeu Zhadrayev     | KAZ Demeu Zhadrayev     | 9                |  |  |                       |                       |                      |   | KAZ Demeu Zhadrayev | KAZ Demeu Zhadrayev | 6              |            |  |  |       |       |       |
|  | HUN Zoltán Lévai        | HUN Zoltán Lévai        | 2                |  |  |                       | AZE Sanan Suleymanov  | AZE Sanan Suleymanov | 1 |                     |                     |                |            |  |  |       |       |       |
|  | TUR Burhan Akbudak      | TUR Burhan Akbudak      | 1                |  |  | HUN Zoltán Lévai      | HUN Zoltán Lévai      | 1                    |   |                     |                     |                |            |  |  |       |       |       |
|  | BUL Aik Mnatsakanian    | BUL Aik Mnatsakanian    | 0                |  |  | AZE Sanan Suleymanov  | AZE Sanan Suleymanov  | 1                    |   |                     |                     |                |            |  |  |       |       |       |
|  | AZE Sanan Suleymanov    | AZE Sanan Suleymanov    | 2                |  |  |                       |                       |                      |   |                     |                     |                |            |  |  |       |       |       |

### Repescagem
|  | Repescagem            | Repescagem            | Repescagem |  | Disputa pelo bronze  | Disputa pelo bronze  | Disputa pelo bronze |  |  |  |  |
|  |                       |                       |            |  |                      |                      |                     |  |  |  |  |
|  | ALG Abdelkrim Ouakali | ALG Abdelkrim Ouakali | 0          |  | UZB Aram Vardanyan   | UZB Aram Vardanyan   | 5                   |  |  |  |  |
|  | UZB Aram Vardanyan    | UZB Aram Vardanyan    | 11         |  | ARM Malkhas Amoyan   | ARM Malkhas Amoyan   | 6                   |  |  |  |  |
|  |                       |                       |            |  |                      |                      |                     |  |  |  |  |
|  | COL Jair Cuero        | COL Jair Cuero        | 0          |  | KGZ Akzhol Makhmudov | KGZ Akzhol Makhmudov | 6                   |  |  |  |  |
|  | KGZ Akzhol Makhmudov  | KGZ Akzhol Makhmudov  | 9          |  | AZE Sanan Suleymanov | AZE Sanan Suleymanov | 5                   |  |  |  |  |